# Hawaii Route 130
Pour les articles homonymes, voir Route 130.
La Hawaii Route 130 est une route des États-Unis située à Hawaï, sur l'île du même nom. Elle parcourt une petite partie de l'extrémité orientale de l'île en reliant la localité de Keaau à celle de Kalapana.

## Parcours
Son extrémité septentrionale se trouve à Keaau où elle est connectée à la Highway 11. Elle se dirige ensuite vers le sud en traversant les localités d'Orchidlands Estates, d'Ainaloa et de Pahoa. Là, la Route 132 permet de gagner Kapoho et le cap Kumukahi à l'est. La localité de Leilani Estates est ensuite traversée avant d'arriver à Kalapana, sur la côte pacifique méridionale, où la Route 137 se dirige vers le nord-est en direction là aussi de Kapoho et du cap Kumukahi. En direction du sud-ouest, plusieurs petites routes permettent d'atteindre le secteur de Kalapana détruit par les coulées de lave du Puʻu ʻŌʻō.